# Larena
Larena (Bayan ng Larena) är en kommun i Filippinerna. Kommunen tillhör provinsen  och ligger på ön med samma namn. Folkmängden uppgår till 11 861 invånare.

## Barangayer
Larena är indelat i 23 barangayer.
| - Bagacay - Balolang - Basac - Bintangan - Bontod - Cabulihan - Calunasan - Candigum - Cang-allas - Cang-apa - Cangbagsa - Cangmalalag | - Canlambo - Canlasog - Catamboan - Helen (Datag) - Nonoc - North Poblacion - South Poblacion - Ponong - Sabang b - Sandugan - Taculing |